# Bělkovice-Lašťany
Obec Bělkovice-Lašťany se nachází v okrese Olomouc v Olomouckém kraji. Leží na rozhraní Hané a Nízkého Jeseníku, asi 6 km jižně od Šternberka, 10 km severovýchodně od Olomouce a 213 kilometrů východně od Prahy. Tvoří ji dvě dříve samostatné obce, Bělkovice a Lašťany, mezi kterými teče Trusovický potok. Žije zde přibližně 2 300 obyvatel.

## Historie
Obec vznikla až v roce 1960 sloučením dvou sousedících, ale do té doby samostatných obcí: Bělkovic, patřících do olomouckého okresu, a Lašťan spadajících do okresu šternberského. Okresní hranice tak do té doby probíhala mezi nimi, ovšem poté už šlo jen o okres Olomouc, protože současně zanikl okres Šternberk.
Právo užívat znak a vlajku bylo obci uděleno rozhodnutím Poslanecké sněmovny Parlamentu České republiky dne 9. května 1995.

## Obyvatelstvo
| Rok      | 1869  | 1880  | 1890  | 1900  | 1910  | 1921  | 1930  |       |
| -------- | ----- | ----- | ----- | ----- | ----- | ----- | ----- | ----- |
| Obyvatel | 1 376 | 1 480 | 1 483 | 1 468 | 1 562 | 1 628 | 1 897 |       |
| Domů     | 184   | 197   | 212   | 214   | 228   | 248   | 326   |       |
| Rok      | 1950  | 1961  | 1970  | 1980  | 1991  | 2001  | 2011  | 2021  |
| Obyvatel | 1 645 | 1 821 | 1 805 | 1 905 | 1 819 | 1 854 | 2 101 | 2 271 |
| Domů     | 400   | 428   | 438   | 485   | 545   | 573   | 646   | 722   |

1. ↑  Údaje za Bělkovice a Lašťany dohromady.
2. ↑  Z toho 964 osob národnosti československé, 11 německé a 1 ostatní v Bělkovicích a 894 osob národnosti československé, 18 německé a 9 ostatních v Lašťanech.[9]
3. ↑  Z toho Bělkovice 970 a Lašťany 1131 obyvatel.
4. ↑  Z toho Bělkovice 302 a Lašťany 344 domů

## Pamětihodnosti
- kaple Panny Marie Čenstochovské z roku 1710
- kaple sv. Floriána z roku 1802
- kaple Panny Marie Lourdské z roku 1820
- řada křížů a božích muk
- hraniční kámen nad mysliveckou restaurací v Podskalí z roku 1732

## Rodáci
- Josef Bryks, plukovník a letec, hrdina československého protinacistického odboje a oběť komunistického teroru
- Alois Kaňkovský, cyklista, olympionik a mistr světa
- Martin Pospíšil, fotbalista
- Ondřej Zmrzlý, fotbalista

## Galerie

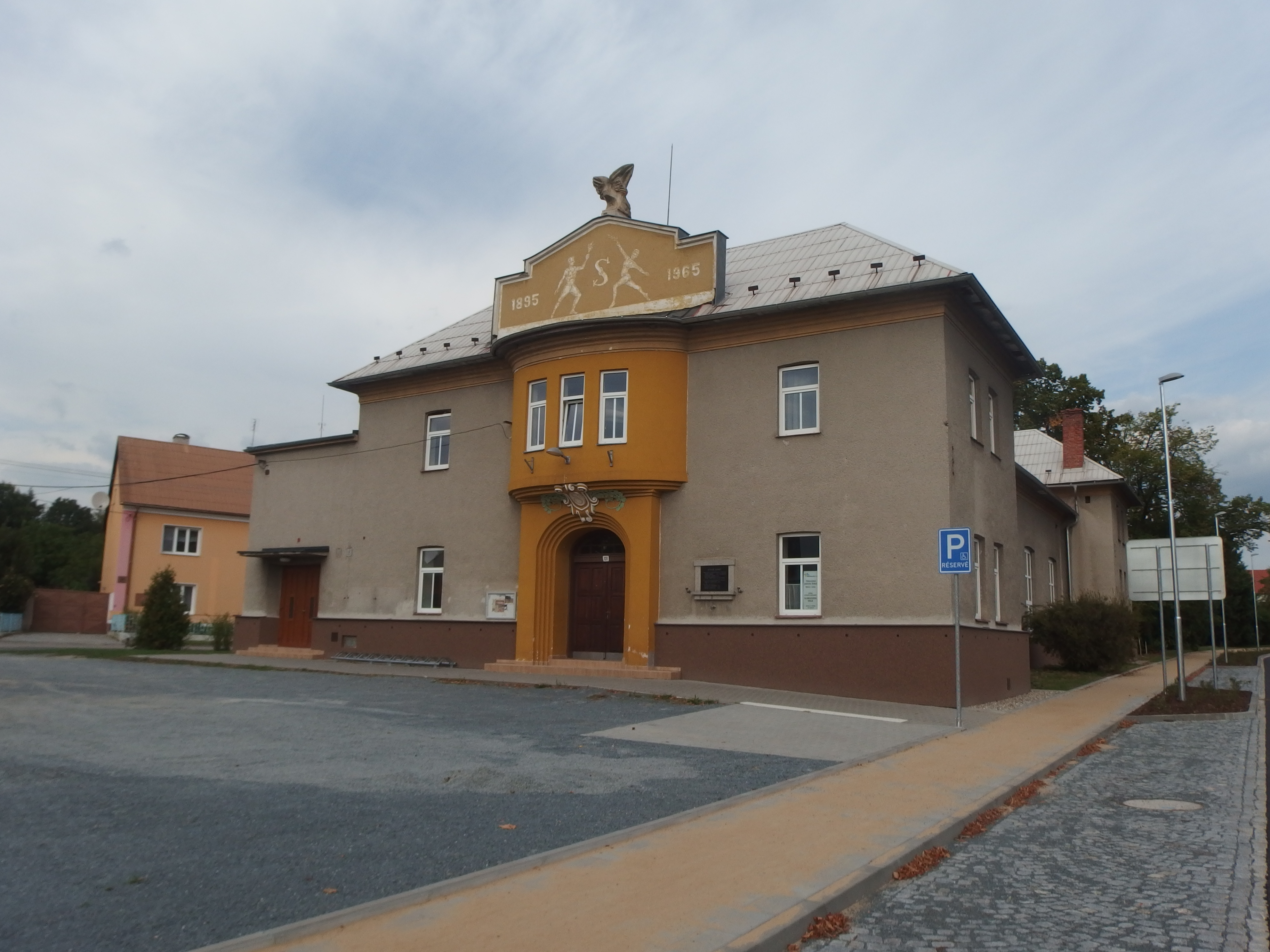
Sokolovna v Bělkovicích
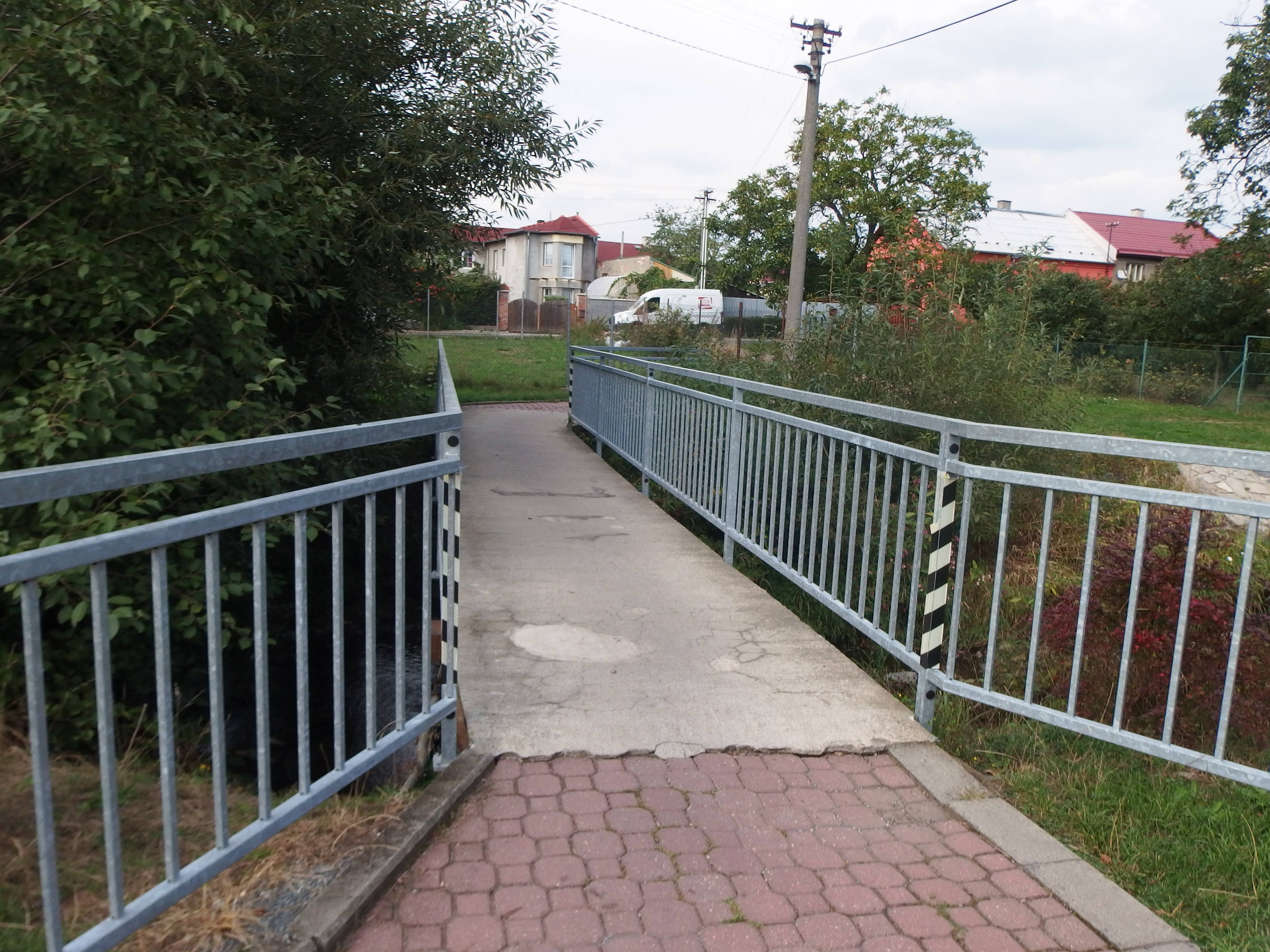
Lávka přes Trusovický potok, spojující bývalé Bělkovice s Lašťany
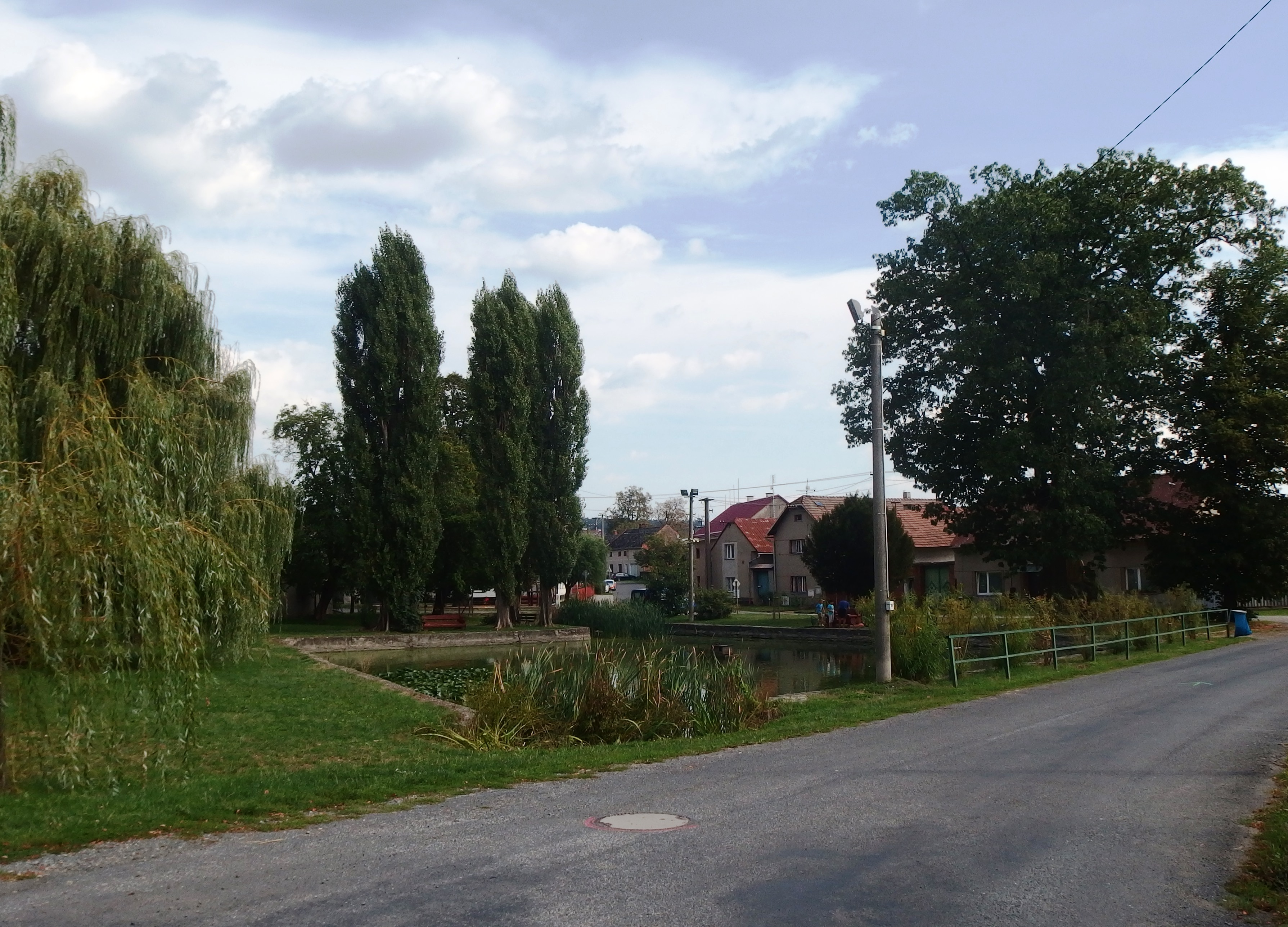
Lašťanská náves
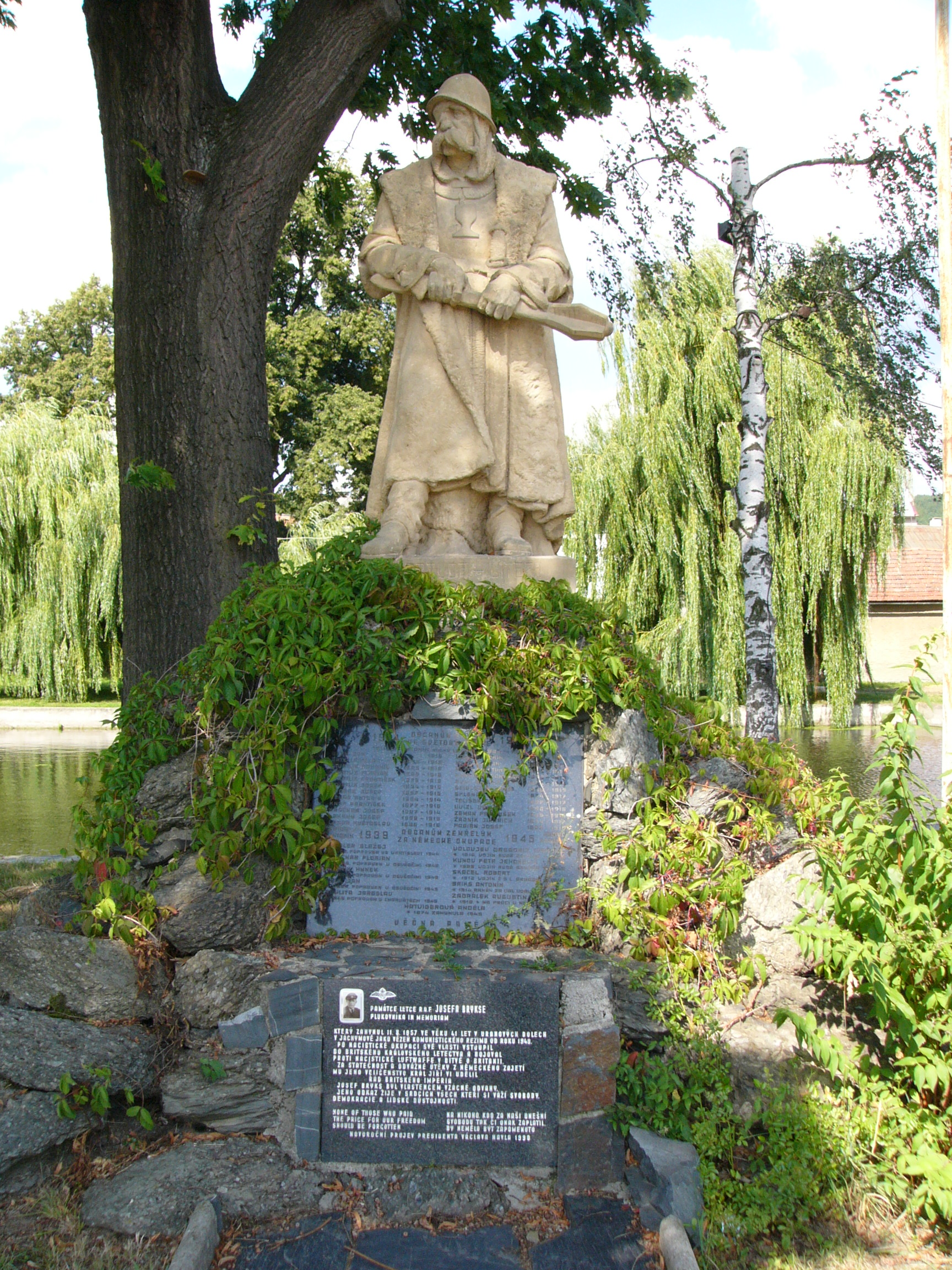
Památník obětem světových válek se sochou Jana Žižky a s pamětní deskou Josefa Brykse v Lašťanech
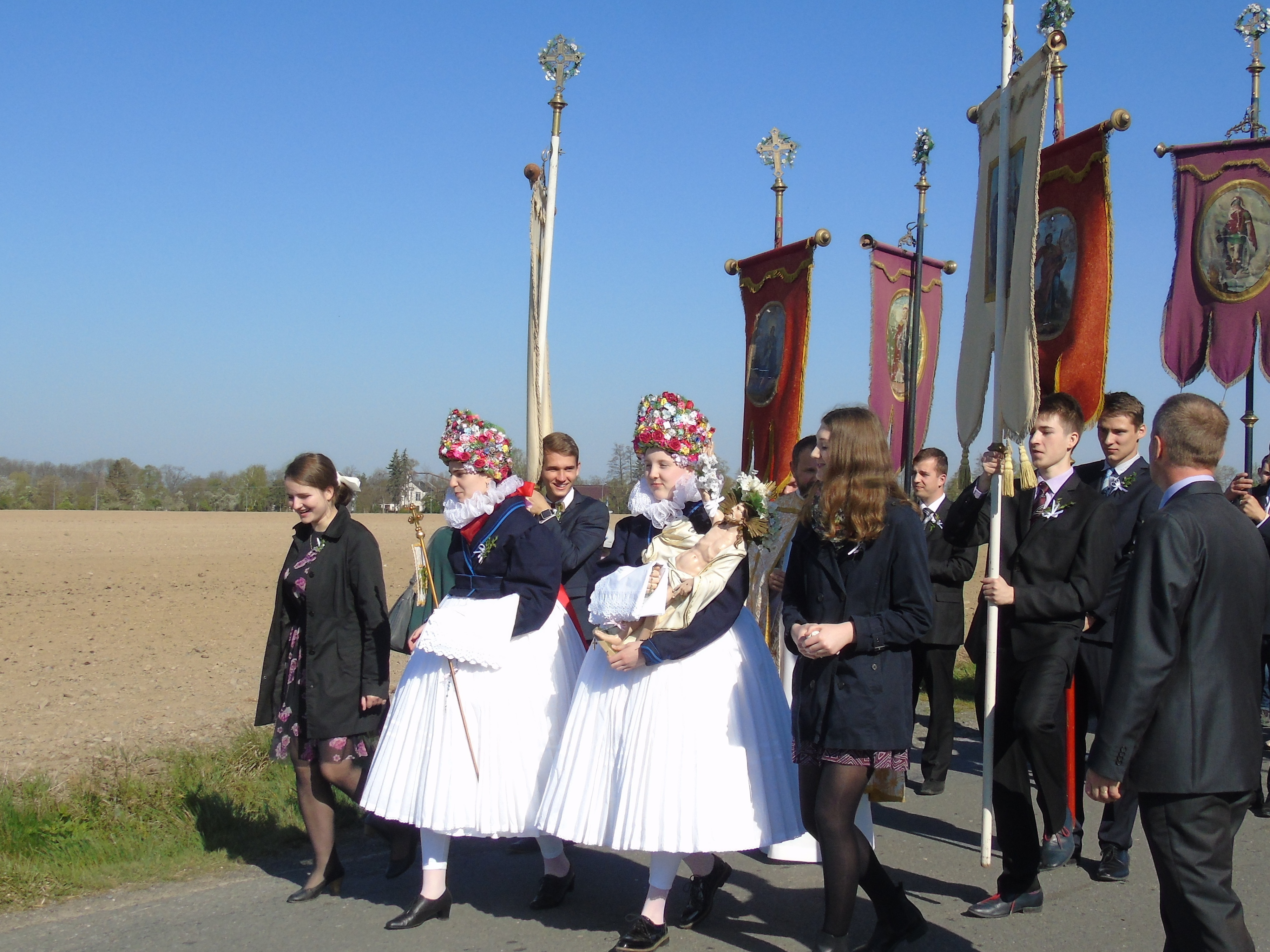
Matičky a Ježíškovy Matičky, velikonoční procesí z Bělkovic do farního kostela sv. Matouše v Dolanech